# Bas-Rhin
Bas-Rhin là một tỉnh của Pháp, thuộc vùng hành chính Grand Est, tỉnh lỵ Strasbourg, bao gồm 7 quận với các quận lỵ còn lại là: Haguenau, Molsheim, Saverne, Sélestat, Wissembourg.